# Малые Ждановы
 Малые Ждановы  — деревня в Орловском районе Кировской области. Входит в состав Орловского сельского поселения.

## География
Расположена на расстоянии примерно 15 км по прямой на север-северо-восток от райцентра города Орлова недалеко от правого берега реки Вятка.

## История
Известна с 1678 года как деревня Оскинская Жданова с 2 дворами, позже Осиповская Жданова, в 1764 году 48 жителей, в 1802 4 двора. В 1873 году здесь (деревня Осипа Жданова) дворов 17 и жителей 114, в 1905 24 и 138, в 1926 (Малые Ждановы) 27 и 116, в 1950 22 и 64, в 1989 20 жителей. С 2006 по 2011 год входила в состав Кузнецовского сельского поселения.

## Население
Постоянное население составляло 17 человек (русские 94%) в 2002 году, 7 в 2010.